# 搜救 (電影)
《搜救》（英語：Come Back Home）是2022年中国和香港合拍的灾难题材电影，由甄子丹领衔主演并监制，罗志良担任编剧兼导演，韩雪、贾冰、唐旭等主演。该片讲述了一个深圳游客家庭在寒冬时节自驾进入东北长白山，儿子走失后进行救援的故事。《搜救》2022年10月3日在中国大陆上映，票房表現失利。

## 演出
| 演員   | 角色     | 介紹                   |
| 甄子丹 | 阿德     | 和妻子敏璇有一子一女   |
| 韩雪   | 敏璇     | 阿德妻子               |
| 贾冰   | 钱军     | 前峡路派出所警员       |
| 唐旭   | 萧江     | 松河公安分局搜救队队长 |
| 侯天来 | 白所长   | 前峡路派出所所长       |
| 徐光宇 | 高副局长 | 公安局副局长           |
| 林辰涵 | 晴       |                        |
| 胡明   | 绑匪头目 |                        |

## 票房
该片在中国大陆上映8天后收获票房1,730萬港元，其中片方分帳票房約577萬港元。